# 黑腹鹃鵙
黑腹鹃鵙（学名：Edolisoma holopolium）是山椒鸟科Edolisoma属的一种。分布于巴布亚新几内亚和所罗门群岛。其自然栖息地为亚热带或热带的湿润低地森林。该物种受栖息地破坏威胁。